# Мальцев, Алексей Васильевич
Алексе́й Васи́льевич Ма́льцев (род. 20 октября 1961 года, г. Усолье Пермской области) —  русский прозаик, поэт.

### Творческая биография
Родился 20 октября 1961 года в г. Усолье Пермской области в рабочей семье. Окончив школу, Алексей поступил в Пермский мединститут. После его окончания 20 лет проработал врачом в лечебных учреждениях г. Перми. В 2005 году ушёл из медицины, чтобы начать профессионально работать писателем.
Входил в литературу в перестроечные годы, вступив в кружок при Пермском союзе писателей в возрасте 25 лет. Первая публикация появилась в газете «Звезда» (1987). Сотрудничал с газетами «Звезда», «Молодая гвардия», «Медицинская газета», с журналом «Смена».
В 1999 году был принят в Союз писателей России на конференции молодых писателей северо-запада в г. Санкт-Петербурге как поэт. В 2000-м году поехал в Москву.
В 2001 году в издательстве «ЭКСМО» вышел его первый детектив «Вакцина против мафии». В течение трех лет в «Эксмо» вышли детективы «Нож и ствол», «Алмазный король», «Алмаз в воровской короне», «Инстинкт росомахи».
В 2004 году в Перми был организован проект «Пермский детектив», благодаря которому был опубликован иронический детектив Алексея Мальцева «Щука в гипсе».
В 2010 года был написан фантастический роман-галлюцинация «Призрачно все», получивший известность в интернете до выхода «бумажной» версии.

## Восприятие творчества
В 1999 году молодой А. Мальцев представил два поэтических сборника на санкт-петербургской «Конференции молодых литераторов Северо-запада», и был назван её открытием.
Поэзия стала одной из главных сфер его творческой самореализации. Коллеги высоко отзывались о его произведениях. Известный уральский поэт Юрий Калашников характеризовал их так:
…Мысль, подогретая чувством, и чувство, подогретое мыслью, становятся основой стихотворений Алексея Мальцева. В них нет вычурности, нет желания удивить во что бы то ни стало. Они художественны, потому что правдивы. Каждое слово – на своем месте, и – ни прибавить, ни убавить…
Писатель, литературный критик Владимир Якушев так оценивает значение поэзии по отношению ко всему его творчеству:
В литературе имя Алексея Мальцева может быть узнано в самых разных творческих ракурсах и таким образом, что об «ином» писателе Мальцеве читатель может и не подозревать. Алексей Васильевич, говоря оценками нашего времени, успешен во всем, к чему его склонял творческий интерес. Но, несмотря на это, Мальцев все же остается поэтом. Вероятно потому, что поэзию не может заменить никакой другой вид литературного творчества.
Тележурналист, продюсер, автор и ведущий программы «Рождённые в СССР» на телеканале «Ностальгия» Владимир Глазунов включил некоторые стихи А. Мальцева в свои видеовыступления. Он подчеркнул:
У поэзии Алексея Мальцева своё биополе, соприкоснувшись с которым, невольно заболеваешь. Благодаря особой — мальцевской — интонации, неброской исповедальности и теплоте, спрятанной в метафорах, к его стихам хочется возвращаться снова и снова. Они узнаваемы — по одной-двум строчкам, о чём бы он ни писал — ощущаешь причастность к этому.
Продолжением поэтического является песенное творчество А. Мальцева. Поэт-песенник, автор стихов песен известнейших российских групп Михаил Андреев так высказался о творчестве своего коллеги:
Алексей Мальцев — известный российский поэт. Его песенное творчество давно вошло в сознание россиян. Песни его глубоко лиричны. Масштаб словарного запаса уходит в бесконечность, а графический рисунок произведения доступен взгляду ребёнка. Алексей Мальцев точно оставляет место в стихотворении поэзии и музыке. Поэтому песни масштабные и трогают сердце.
Однако писатель известен и в иных жанрах: классический детектив в стиле Агаты Кристи («Тайна речного тумана», «Страшно только в первый раз»), психологический триллер («Шиза»), историко-приключенческий роман («Роковой клад»), психологическая проза (сборник «Марсианка»), фантастический роман («Это не моя жизнь»).
На родине в Перми за писателем закрепилось устойчивое определение «мастер детектива».
Российский писатель Ю. Беликов, одобрительно отзывавшийся о литературной «всеядности» А. Мальцева, так характеризовал его творчество:
В творчестве своём Алексей Мальцев, как мне кажется, следует принципу «Распечатай семь печатей», за каждой из которых кроется отдельное направление: стихи, песни, в том числе и детские, рассказы, детективы, фантастика, историческая проза, сценарии... Ему скучно заниматься чем-то одним, он не замыкается в рамках раз и навсегда зазубренного жанра, меняя системы координат, точки отсчета, переключаясь с одной парадигмы на другую. Пока ему все удается, в каждом из направлений он взял стратегическую высоту.
Кроме того, А. Мальцев пишет телесценарии (Сериал «Понять. Простить»).
Как поэт-песенник, он также сотрудничает с композиторами России и ближнего зарубежья.

## Награды
- Победитель литературного конкурса в номинации «Современный роман» выставки «Книжный бульвар Севастополя» (2019);
- Лауреат литературной премии имени Николая Заболоцкого (2013)[1][12];
- Неоднократный победитель литературных конкурсов международного медиа-портала «Самарские судьбы».
- Кавалер ордена Ф. М. Достоевского II степени (2013).

### Публикации
- Алексей Васильевич Мальцев // Объединение муниципальных библиотек города Перми. 18.10.2021.
- Алексей Мальцев // Электронный журнал «Лиterra». 30.04.2023.
- Алексей Мальцев // Подлинник. Международный творческий ресурс.
- Алексей Мальцев «Тайна речного тумана» // Книжная полка. Телекомпания «Vetta». 9 августа 2020.
- Встреча Алексея Мальцева с читателями библиотеки Кондратово, г. Пермь 2017 г.
- Встреча с писателем из Перми // МБУК «Юсьвинская централизованная библиотечная система». 13.03.2021.
- Книги Алексея Мальцева на сайте издательства ЭКСМО.
- Книги Алексея Мальцева на интернет-портале «Лабиринт».
- Ордынский-Давидов М. Песенное творчество поэта. К юбилею Алексея Мальцева // Пермский писатель. 22 сентября 2021 г. № 2 (40). С. 4.
- Официальный сайт писателя Алексея Мальцева.
- Пять книг за полгода // Аэропорт Пермь. Август, 2019.
- Мальцев Алексей Васильевич // Союз Писателей России. Пермская краевая общественная организация.
- Майоров М. Писатель Aлексей Мальцев – о своем творчестве и новых книгах. «Я безнaдёжно устарел…» // Звезда. 17.08.2024.
- Поэты Пермского края // Литературная газета. № 7 (6211). 18.02.2009.
- Сергеева Е. Сказ о том, что роботы нам не ровня. Пермский писатель Алексей Мальцев рассказал о своем творчестве  // Звезда. 30.05.2025.
- Человек-талант. Алексей Мальцев // Звезда. № 43 (32946). 31 мая 2019 .
- Шилов Е. Пойти путем песенника // Звезда, «Лукоморье». 22 октября 2021.
- Юбилей Николая Заболоцкого на его родине // Российский писатель. Сайт союза писателей России. 2013.

### Видео
- Старшие Перми. Мастер слова. Интервью с А. Мальцевым.